# Verde de Paris
Verdele de Paris (cunoscut și ca acetatul triarsenit de cupru II, acetoarsenitul de cupru II sau verde de Schweinfurt ) este un compus anorganic extrem de toxic, întâlnit sub forma unei pudre cristaline de culoarea smaraldului și utilizat ca otravă pentru rozătoare, insecticid, fungicid . Deși toxic în principiu, poate fi folosit ca pigment verde in vopsele. De asemenea, este utilizat ca și componentă pentru artificii, provocând culoarea albastră. 
Verdele de Paris a fost substanta des utilizată de restauratorii de bronzuri chinezești, datorită proprietății substanței de a imita crustele corozive verzi ale statuetelor antice. 
Culoarea verdelui de Paris este considerată a varia de la un verde-albăstrui pal, dar vivid când este mărunțit foarte fin la un verde intens cand este în formă brută.  
Este o substanță foarte toxică, doza letală pentru om fiind de 0,16 g..

## Nomenclatură
Alături de denumirea standard de acetat triarsenit de cupru II, verdele de Paris a mai fost cunoscut sub denumirile acetoarsenit cupric, Verde de Basle, verde-smarald, verde francez, verde imperial, verde regal, verde de luncă, verde de Mitis, verde de Viena, verde suedez, verde de Schweinfurt.

## Proprietăți

### Proprietăți fizice
Verdele de Paris este o pudra de culoare verde, inodora, care este intalnita in stare solida la temperatura de 15 grade si 1 atmosfera. 

### Proprietăți chimice
Reactioneaza cu clorul, fluorul, peroxizi.

## Preparare
Acetoarsenitul de cupru(II) este produs in urma reactiei unei solutii de sulfat de cupru (II) cu oxid de arsen(III), carbonat de sodiu si acid acetic: 
4CuSO4 + 3As2O3 + 4Na2CO3+2CH3COOH → Cu(CH3COO)2 • 3Cu(AsO2)2 + 4Na2SO4+H2O+4CO2
De asemenea, mai poate fi produs in urma reactiei dintre oxidul de cupru (II) si o solutie fierbinte de acid acetic si oxid de arsen (III) sau prin reactia acetatului de cupru (II) cu oxid de arsen (III).

## Utilizări

### Insecticid
Numele substanței derivă de la utilizarea ei în trecut ca și agent de exterminare a șobolanilor din canalizările pariziene A fost de asemenea folosit, atat in America cat si in alte zone ca insecticid pentru livezi, ca cele de meri, in jurul anului 1900, in amestec cu lead arsenate. Se spune ca  acest amestec toxic "a ars copacii si iarba din jurul lor". Verdele de paris a fost folosit intensiv in Italia, Sardinia si Corsica in 1944 si in Italia in 1945 la stropit, din avion, pentru controlul malariei.
Folosit în combaterea gândacului de Colorado (Leptinotarsa decemlineata) în SUA în 1867.  Pulverizările cu verde de Paris au fost de asemenea folosite până în 1900 pentru a proteja merele împotriva viermelui merelor (Cydia pomonella).  Cu toate acestea, verdele de Paris era fitotoxic și provoca arsuri plantelor, ceea ce a dus la înlocuirea lui în 1892 cu  arseniat de plumb pentru a combate omida păroasă a stejarului (Lymantria dispar). 
Verdele de Paris a fost de asemenea utilizat pe plan internațional pentru reducerea numărului de țânțari, gazde a Plasmodium, agent patogen al malariei; el era aplicat direct pe suprafața apei sub formă de pulbere sau în amestec cu nisip umed. În 1944-1945 verdele de Paris a fost folosit intens în Italia, Sardinia și Corsica pentru controlul malariei.

### Pigment
Verdele de Paris a fost utilizat și ca pigment în pictură datorită culorii intense de verde smarald de pictorii W. Turner, impresioniștii Monet și Renoir, precum și de post-impresioniștii Gauguin, Cézanne și Van Gogh.

#### Pigmenți similari
Compușii naturali similari sunt mineralele calcofilitul Cu18Al2(AsO4)3(SO4)3(OH)27·36(H2O), conicalcitul CaCu(AsO4)(OH), cornubitul Cu5(AsO4)2(OH)4·(H2O), cornwallitul Cu5(AsO4)2(OH)4·(H2O) și liroconitul Cu2Al(AsO4)(OH)4·4(H2O). Aceste minerale au o culoare intensă, ce variază între verde-albăstrui spre verde-gălbui. 
Verdele lui Scheele este un pigment arseno-cupric sintetic, simplu, semi-permanent si mai putin intens ca si culoare, utilizat  pentru putin timp inainte ca verdele de Paris sa fie sintetizat in 1814. A fost utilizat in pigment pentru tapet si ar fi fost descompus in arsen datorita mucegaiului si umezelii. Verdele de paris ar fi prezentat efecte similare. Ambii pigmenti au fost utilizati in fabricarea cernelurilor. 
Romanii antici foloseau conicalcitul ca si pigment verde. Vopseaua folosita de impresionisti, continand verde de Paris, este considerata a fi fost compusa din particule relativ inferioare. Ulterior, substanta ar fi fost produsa prin maruntire fina si fara indepartarea sterilului, fapt care i-ar fi afectat caracterul permanent. De asemenea, se considera ca pulberea fina ar fi fost utilizata in acuarele si cerneluri.

## Proprietăți toxicologice
Verdele de Paris pătrunde în organism pe cale tegumentară și prin inhalare. 
Efecte acute. Contactul cu pulberea verdelui de Paris: iritația ochilor (conjunctivită, fotofobie, hiperemie și chemoză), iritația pielii (leziuni cutanate și supurația rănilor deschise) și iritația tractului respirator superior. 
După ingerarea verdelui de Paris apar după un timp oarecare: slăbiciune, tulburări gastrointestinale, crampe musculare, colaps nervos, neuropatie periferică, insuficiență hepatică și deces. Aceste proprietăți toxice sunt similare cu cele ale compușilor anorganici ale arsenicului.
Efecte cronice. Toxicitatea cronică a verdelui de Paris este similară cu toxicitatea compușilor anorganici de arsen: conjunctivită, perforația septului nazal, tulburări gastrointestinale, hiperpigmentare cutanată, hiperkeratoza, hiperhidroză, dermatită (posibilă sensibilizare), anemie, tulburări hematopoietice, neuropatie periferică și afectarea ficatului.
Efecte asupra reproducerii și dezvoltării prenatale. Nu există date.
Efecte mutagene. Nu există date cu privire la un efect mutagen in vitro sau in vivo asupra celulelor mamiferelor.
Doză letală 50 și concentrația letală 50.
LD50
- Șobolan (oral): 100 mg/kg
- Șobolan (dermic): > 2400 mg/kg [35][36][37].

## Galerie de imagini
|                |
| Verde de Paris |

| |
| Mixing "Paris green" and road dust preparatory to dusting streams and breeding places of mosquitoes during World War II |

|                                                               |
| Use as insecticide, poster issued by US Public Health Service |